# Scientist Rebellion

Logo utilisé par Scientist Rebellion

Scientist Rebellion est une organisation internationale de scientifiques militants contre le réchauffement climatique. En s'engageant dans la désobéissance civile non-violente, Scientist Rebellion vise à sensibiliser le public à l'urgence climatique et à inciter les décideurs politiques à prendre des mesures significatives pour préserver la planète pour les générations futures. En cela ils s’inspirent du mouvement de désobéissance civile Extinction Rebellion.
La branche française du mouvement s'appelle Scientifiques en rébellion.

## Organisation et histoire de Scientist Rebellion
Le mouvement « Scientist Rebellion » a vu le jour en février 2020. Il tire ses origines du mouvement « Extinction Rebellion », créé en 2018 par un groupe d'activistes protestant contre le dérèglement climatique par le biais de la désobéissance civile. Scientist Rebellion encourage également le recours à des formes de protestation non violentes pour sensibiliser le public aux enjeux du dérèglement climatique.
L'exemple de désobéissance civile le plus connu qui a permis au mouvement de gagner en notoriété et en visibilité est celui où des scientifiques se sont attaqués à la British Royal Society en septembre 2020, en appliquant de la peinture sur son entrée.
L'organisation est autoorganisée, sans chef ni hiérarchie. Cela signifie qu'aucune personne n'est désignée comme responsable de celle-ci. Les membres se réunissent pour discuter de leurs actions, qu'il s'agisse de lancer une pétition ou d'organiser des actions de désobéissance civile. Cependant, bien qu'il n'y ait pas de hiérarchie, des structures ont été mises en place. En effet, il existe le Front Office (première ligne) et le Back Office (arrière ligne) pour évaluer le degré d'implication dans des actions à haut ou faible risque.
Les actions menées par Scientist Rebellion sont des réponses à l'impression de ne pas être assez écoutés face aux sentiments d'urgence sur le changement climatique. En effet malgré de nombreux rapports du GIEC les actions et les promesses faites par les politiques ne semblent pas suffire pour empêcher le réchauffement climatique.

## Actions de Scientist Rebellion
- Le 6 avril 2022, le scientifique de la Nasa Peter Kalmus et quelques autres scientifiques, se sont enchaînés à la porte d’entrée d’une grande banque américaine, la JPMorgan Chase, à Los Angeles, pour alerter sur la crise climatique. Action pour laquelle ils seront arrêtés au bout de quelques minutes. Cette action a apporté de la visibilité à l’organisation et a amplifié le message qu'ils voulaient faire passer, grâce aux médias[7].

- Le 29 octobre 2022, à Munich, les scientifiques ont collé leurs mains à la glu sur une voiture de luxe, déployé des banderoles et jeté de la peinture dans le showroom BMW, il s'ensuivit l'intervention de la police, l'arrestation et le jugement de 16 scientifiques. 13 scientifiques ayant participé à cette action, dont le chercheur rouennais Marceau Minot, était toujours en détention provisoire 4 jours après leur arrestation. Cette action est l'une de celles qui ont fait le plus parler en Europe[8].

- Début décembre 2023, en parallèle de la COP28 se déroulant à Dubaï, la branche française de Scientist Rebellion, Scientifiques en Rébellion, a organisé une COP alternative sur une période de quatre jours à Bordeaux. Des conférences sur la durabilité ont eu lieu, abordant les limites de l'agriculture intensive et les stratégies pour s'opposer aux grands projets d'infrastructure. Les membres du comité ont également organisé des manifestations pacifiques dans le centre-ville, vêtus de blouses blanches, avec banderoles et micros. Cela a eu pour conséquence d'aidé à faire connaître l'organisation en France[9].

## Analyses
Le média Libération publie en 2022 un article sur l'engagement des scientifiques. Il indique que « le mouvement s’est amorcé dès février 2020, avec une tribune signée par près d’un millier de scientifiques et publiée dans le Monde, qui théorisait le passage à l’acte des scientifiques face à «l’inaction des gouvernements». Dans la foulée apparaissait Scientifiques en rébellion, future branche française de Scientist Rebellion, créé en Ecosse en 2020 sur le modèle d’Extinction Rebellion ». Cet engagement interroge la notion de "neutralité des scientifiques". 
L'historien Fabien Locher estime par exemple en 2023, que les membres du collectif Scientifiques en Rébellion renouent par leur action de désobéissance civile avec une tradition ancienne : « la science ne se politise pas depuis l’avènement de Scientist Rebellion : elle est dès l’origine un savoir d’une fiabilité sans égale et d’une nature intégralement politique ».
Les militants de Scientist Rebellion ont décidé d'aller au-delà de leur rôle de donneurs de faits et de prendre une part active dans l'action contre le changement climatique.

## Personnalités
- Peter Kalmus, climatologue américain[13]
- Agnès Ducharne, climatologue et hydrologue[14]
- Élodie Vercken, écologue à Institut national de recherche pour l'agriculture, l'alimentation et l'environnement (INRAE)[15]
- Gianluca Grimalda, climatologue et économiste comportemental italien, 1er salarié indemnisé suite à licenciement en lien avec le dérèglement climatique[16]